# Concord (Massachusetts)
Concord is een plaats (town) in de staat Massachusetts in de Verenigde Staten, ongeveer 30 km ten westen van Boston. In 2000 had het 17.000 inwoners.
Alhoewel het maar een kleine plaats is, heeft het een grote rol gespeeld in de geschiedenis van de Verenigde Staten en in de literatuur van de Verenigde Staten.

## Geschiedenis

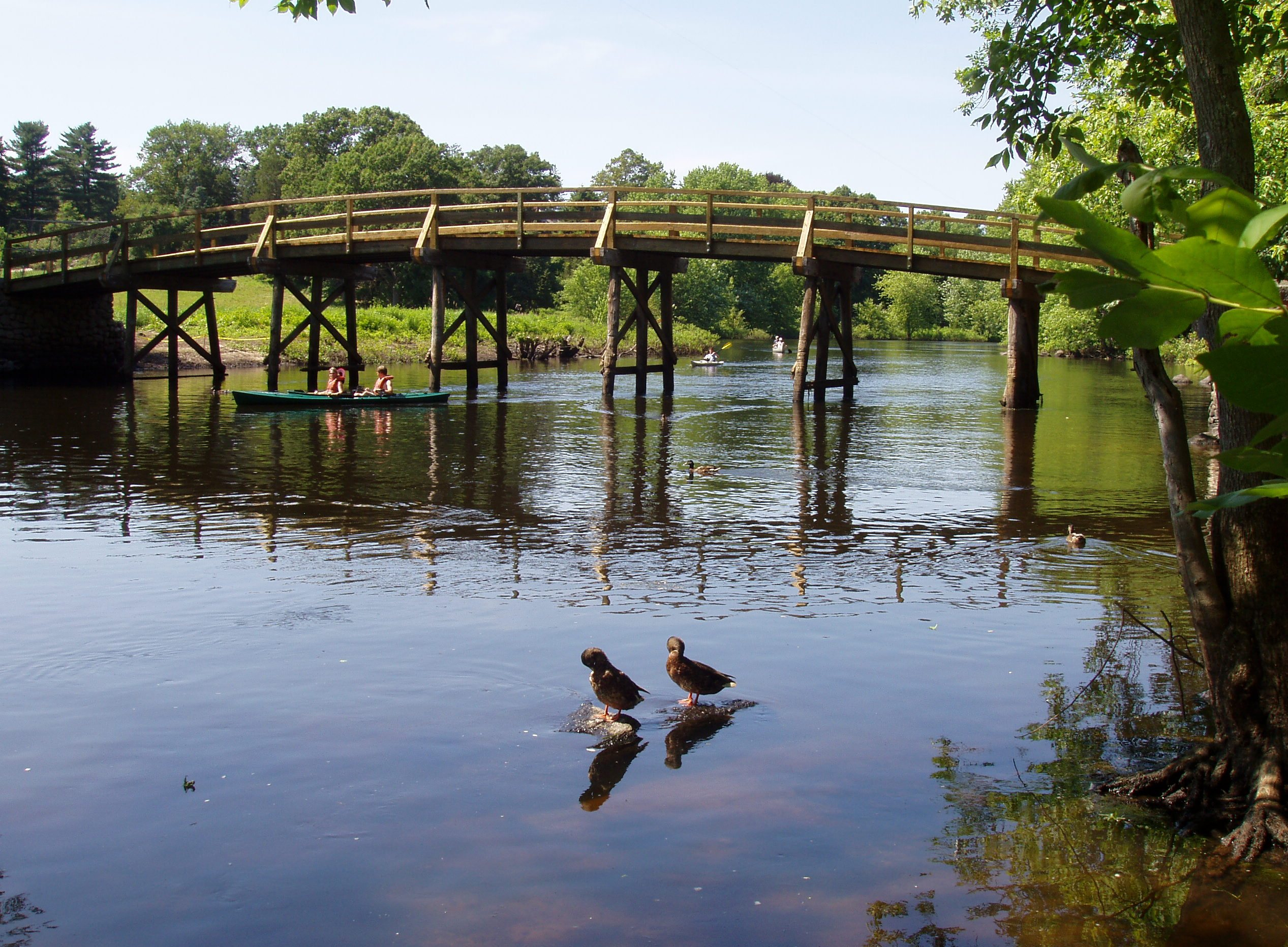
Old North Bridge, Concord, Massachusetts.

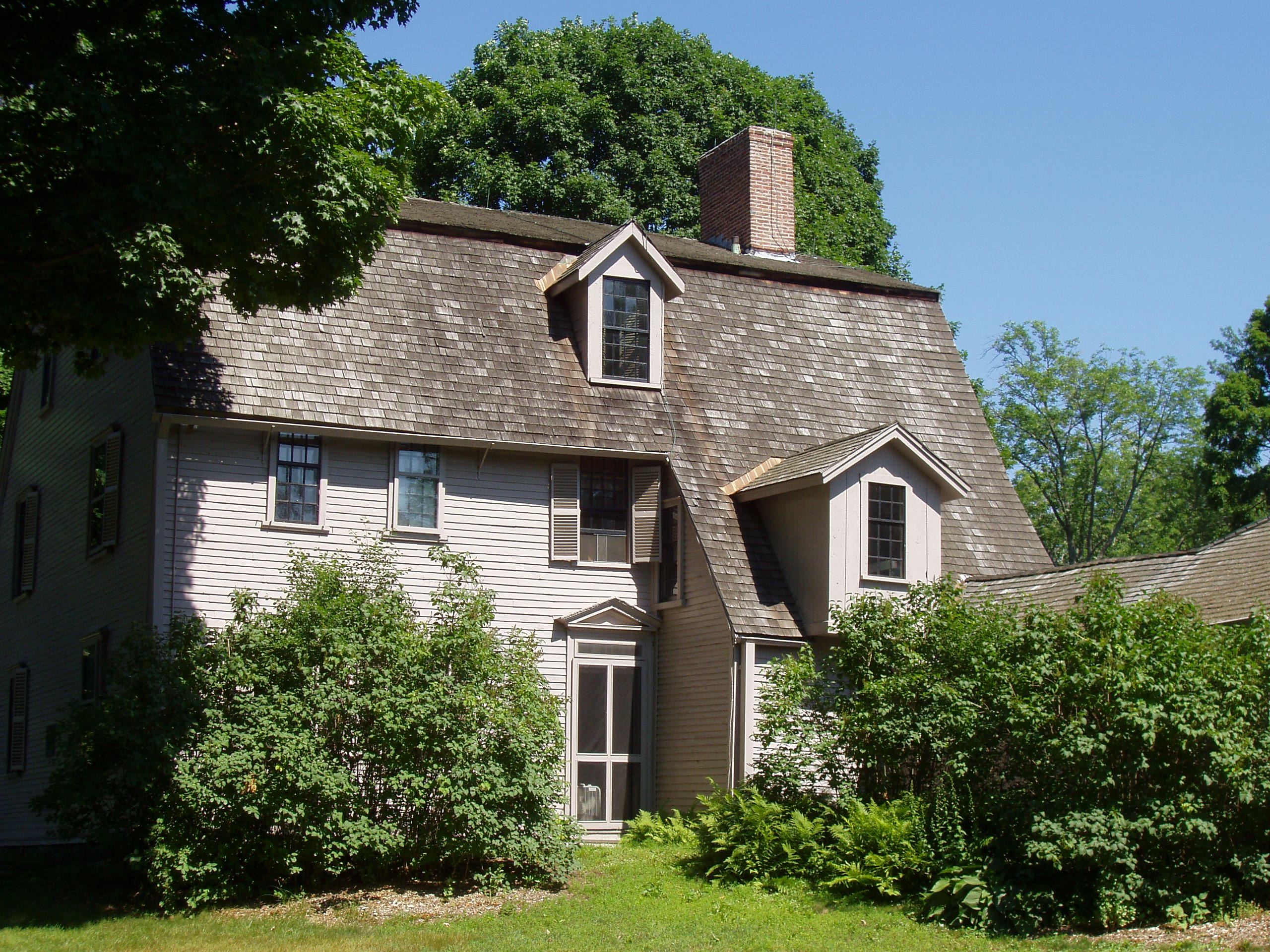
"The Old Manse", het huis van Ralph Waldo Emerson en later Nathaniel Hawthorne.

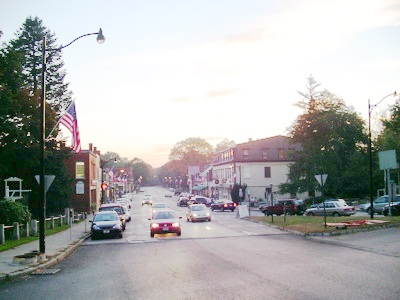
Main Street Concord

Concord ("eenheid") werd gesticht in 1635.
Concord speelde een hoofdrol aan het begin van de Amerikaanse Onafhankelijkheidsoorlog, toen in de vroege morgen van 19 april 1775 de eerste militaire confrontaties plaatsvonden tussen Amerikaanse burgermilities, de Minutemen, en het Britse leger. Eerder die dag waren er schermutselingen tussen de Amerikaanse milities en Britse legereenheden in het nabijgelegen Lexington, waar de Amerikanen verslagen werden. Daarna trokken de Britten door naar Concord, waar een veldslag plaatsvond nabij de Oude Noordbrug (Old North Bridge), waar de Amerikaanse vrijheidsstrijders de Britse soldaten op de vlucht wisten te jagen.
Concord speelde ook een opmerkelijke rol in de geschiedenis van de literatuur van de Verenigde Staten. De filosoof Ralph Waldo Emerson woonde in Concord, evenals de schrijvers Louisa May Alcott, Margaret Sidney, Nathaniel Hawthorne en Henry David Thoreau. Thoreau woonde twee jaar in een zelfgebouwd houten huisje aan het nabijgelegen meertje Walden Pond, waar hij zijn beroemde boek "Walden" schreef.
Vele beroemde bewoners van Concord zijn begraven op de begraafplaats Sleepy Hollow Cemetery.

## Bezienswaardigheden
- Old North Bridge
- "The Old Manse", het huis waar zowel Emerson als Hawthorne gewoond hebben
- "The Wayside", het huis waar Louisa May Alcott, Hawthorne, en Margaret Sidney woonden.
- Minute Man National Historical Park, het door de US Park Service beheerde nationale park dat de slagvelden rond Concord en Lexington omvat.

## Stedenbanden
- San Marcos (Nicaragua)

## Geboren
- Samuel Willard (1640), geestelijke, verzette zich tijdens zijn leven fel tegen de heksenprocessen van Salem
- Henry David Thoreau (1817), schrijver, filosoof en natuuronderzoeker
- William Watson Goodwin (1831), klassiek filoloog
- Robert W. Wood (1868), natuurkundige
- Steve Carell (1962), acteur, komiek
- Paget Brewster (1969), actrice
- Will Packwood (1993), voetballer